# Ель-Короніль
Ель-Короніль (ісп. El Coronil) — муніципалітет в Іспанії, у складі автономної спільноти Андалусія, у провінції Севілья. Населення — 5042 особи (2010).
Муніципалітет розташований на відстані близько 410 км на південний захід від Мадрида, 46 км на південний схід від Севільї.

## Демографія
Динаміка населення (INE ):

## Галерея зображень

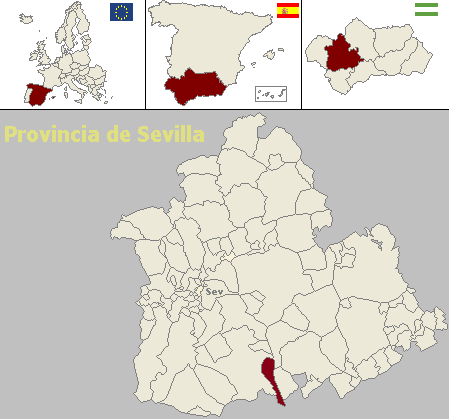
Розташування муніципалітету Ель-Короніль у провінції Севілья
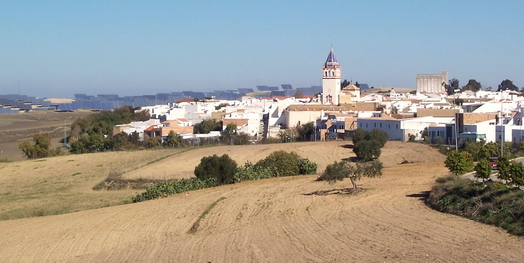
Панорама